# Collide
Collide — пятый студийный альбом американской христианской рок-группы Skillet. Релиз пластинки состоялся 18 ноября 2003 года на Ardent Records, и 25 мая 2004 года на Lava Records. По состоянию на 2013 год, в США было продано более 300 тысяч копий альбома.

## Запись и выпуск
В 2001 году коллектив покинул гитарист Кевин Халанд, и на его место пришел Бен Касика. В начале 2003 года, в обновленном составе, группа приступила к работе над новым альбомом. Запись происходила на студии Ardent в Мемфисе. Продюсером выступил Пол Эберсолд, ранее работавший с группой при записи их второго альбома, Hey You, I Love Your Soul. Первые 3 песни, одна из которых в итоге не попала в финальный релиз, Skillet записали в январе 2003 года. Затем коллектив взял перерыв: работа над записью продолжилась только в апреле и продлилась до июня. Альбом получил название Collide. Позже Джон Купер пояснил, что название альбома подразумевает столкновение страха и веры.
На тот момент у группы был подписан контракт с лейблами Ardent Records и Lava Records. Изначально Skillet хотели выпустить Collide в феврале 2004 года на обоих лейблах, но этого не произошло, потому что Ardent решили выпустить альбом в ноябре 2003, а Lava Records отсрочили выпуск до мая 2004. Из-за того, что у коллектива появилось дополнительное время до выпуска диска на Lava Records, они решили записать новую песню, «Open Wounds», которая в итоге попала на релиз от Lava Records. Также издание от Lava Records отличалось слегка видоизмененной обложкой.
Альбом дебютировал на 179-й строчке в Billboard 200 и 5-й строчке в Top Heatseekers. Первым синглом стала композиция «Savior». На нее был снят видеоклип. В клипе группа показана играющей песню в доме и парке ночью. Сюжет клипа рассказывает историю о двух мальчиках, которые подвергаются жестокому обращению со стороны отца и решают сбежать от него. Они прокладывают свой путь через парк, где играет Skillet. Заканчивается видео тем, что детей спасает мать. По словам Джона, суть клипа заключалась в том, чтобы показать в роли спасителя не Христа, а простого человека, который может стать для кого-то спасителем в определенной ситуации. Однако, говоря о смысле песни, он пояснил: «песня была о том, что я знаю, что я не могу убежать от Бога, не могу ничего сделать без него… Он живёт внутри меня, говорит со мной, и мне не сбежать и ничего не скрыть от него. Он — моя сила, моё… Он просто моё всё».

## Музыкальный стиль и тематика
В музыкальном плане этот альбом отличается от предыдущих более утяжеленной музыкой, появились элементы популярного на момент его записи ню-метала. Источником вдохновения для смены звучания послужили такие коллективы, как P.O.D. и Linkin Park. Говоря о разнице между Collide и другими работами группы, Бен сказал: «Я определенно уверен, что это наш самый тяжёлый альбом, вне всяких сомнений. Я думаю, он больше остальных вписывается в мейнстрим».
В отличие от предыдущего альбома, Alien Youth, повествующего о Боге и возрождении христианской веры, в пятом альбоме Skillet также затрагивают проблемы личного характера. Так, например, на диске появилась первая за всю историю существования группы песня о любви, «A Little More». По словам Джона Дибейза из Jesus Freak Hideout, Collide, по большей части, посвящён человеческой слабости. В одном из своих интервью Джон сказал: «Этот альбом затрагивает проблемы, с которыми, в той или иной мере, сталкивался каждый. Мы поём о страхе. Само название, Collide, посвящено ему. Что делать, если ты христианин, который хочет жить в вере, но каждый день тебе приходится сталкиваться со страхом?». Некоторые критики похвалили Skillet за поднятие таких серьёзных тем, как подростковый суицид («Imperfection»), чувство страха («Collide»), душевная боль («Fingernails») и избегание клише, часто используемых «благонамеренными верующими».

## Отзывы критиков
В целом критики благосклонно приняли альбом. По мнению Джона Дибиэйза, редактора Jesus Freak Hideout, Collide хоть и не идеален, но он поднимает Skillet на новый уровень и определенно является одним из лучших рок альбомов года. Рик Фоукс из cMusicWeb писал: «Вокал Купера с легкостью летает между различными октавами, идеально беря и высокие, и низкие, прежде чем переходит в пронзающий уши лучший… скрим… на свете». Кай Рот из Melodic назвал Collide хорошим, но ординарным альбомом, далеким от совершенства.

## Номинации
| Год  | Награда        | Номинация                      | Номинированы за |
| ---- | -------------- | ------------------------------ | --------------- |
| 2004 | GMA Dove Award | Лучшая рок композиция года     | «Savior»        |
| 2005 | Грэмми         | Лучший христианский рок-альбом | Collide         |

## Список композиций
Слова и музыка всех песен — Джон Купер, за исключением отмеченных.
| №                   | Название            | Автор(ы)                 | Длительность |
| ------------------- | ------------------- | ------------------------ | ------------ |
| 1.                  | «Forsaken»          |                          | 4:12         |
| 2.                  | «Savior»            |                          | 4:34         |
| 3.                  | «A Little More»     | Джон Купер, Кори Купер   | 4:49         |
| 4.                  | «My Obsession»      |                          | 5:00         |
| 5.                  | «Collide»           | Джон Купер, Пол Эберсолд | 5:38         |
| 6.                  | «Fingernails»       |                          | 5:07         |
| 7.                  | «Imperfection»      |                          | 4:07         |
| 8.                  | «Under My Skin»     | Джон Купер, Кори Купер   | 4:06         |
| 9.                  | «Energy»            |                          | 3:57         |
| 10.                 | «Cycle Down»        |                          | 3:58         |
| Общая длительность: | Общая длительность: | Общая длительность:      | 45:26        |

| №                   | Название            | Автор(ы)                 | Длительность |
| ------------------- | ------------------- | ------------------------ | ------------ |
| 1.                  | «Forsaken»          |                          | 4:12         |
| 2.                  | «Savior»            |                          | 4:34         |
| 3.                  | «Open Wounds»       | Джон Купер, Кевин Кадиш  | 3:15         |
| 4.                  | «A Little More»     | Джон Купер, Кори Купер   | 4:49         |
| 5.                  | «My Obsession»      |                          | 5:00         |
| 6.                  | «Collide»           | Джон Купер, Пол Эберсолд | 5:38         |
| 7.                  | «Fingernails»       |                          | 5:07         |
| 8.                  | «Imperfection»      |                          | 4:07         |
| 9.                  | «Under My Skin»     | Джон Купер, Кори Купер   | 4:06         |
| 10.                 | «Energy»            |                          | 3:57         |
| 11.                 | «Cycle Down»        |                          | 3:58         |
| Общая длительность: | Общая длительность: | Общая длительность:      | 48:38        |

## Участники записи
| Skillet - Джон Купер — вокал, бас-гитара - Кори Купер — клавишные, программирование - Бен Касика — соло-гитара - Лори Петерс — ударные | Дополнительный персонал - Скид Миллс — звукорежиссёр, сведение - Маргарет Малендракколо — фотограф - Крис МакКэддон — фотограф - Мэтт Мартоне — звукорежиссёр - Скотт Хардин — помощник звукорежиссёра - Пол Эберсолд — продюсер, звукорежиссёр - Карри Вебер — звукорежиссёр - Скотт Халл — мастеринг - Кевин Кадиш — продюсер («Open Wounds») - Джон Гудмэнсон — звукорежиссёр («Open Wounds») |

## Позиции в чартах
| Чарт                 | Наивысшая позиция |
| -------------------- | ----------------- |
| Billboard 200        | 179               |
| Top Christian Albums | 9                 |
| Heatseekers Albums   | 5                 |

| Название сингла | Чарт            | Наивысшая позиция |
| --------------- | --------------- | ----------------- |
| «Savior»        | Mainstream Rock | 26                |